# الركب (الرضمة)

تعديل مصدري - تعديل

الركب محلة تابعة لقرية بيت الحنش، التابعة لعزلة أزال بمديرية الرضمة إحدى مديريات محافظة إب في الجمهورية اليمنية.، بلغ تعداد سكانها 73 حسب تعداد اليمن لعام 2004.